# Trang viên ở Stoszów

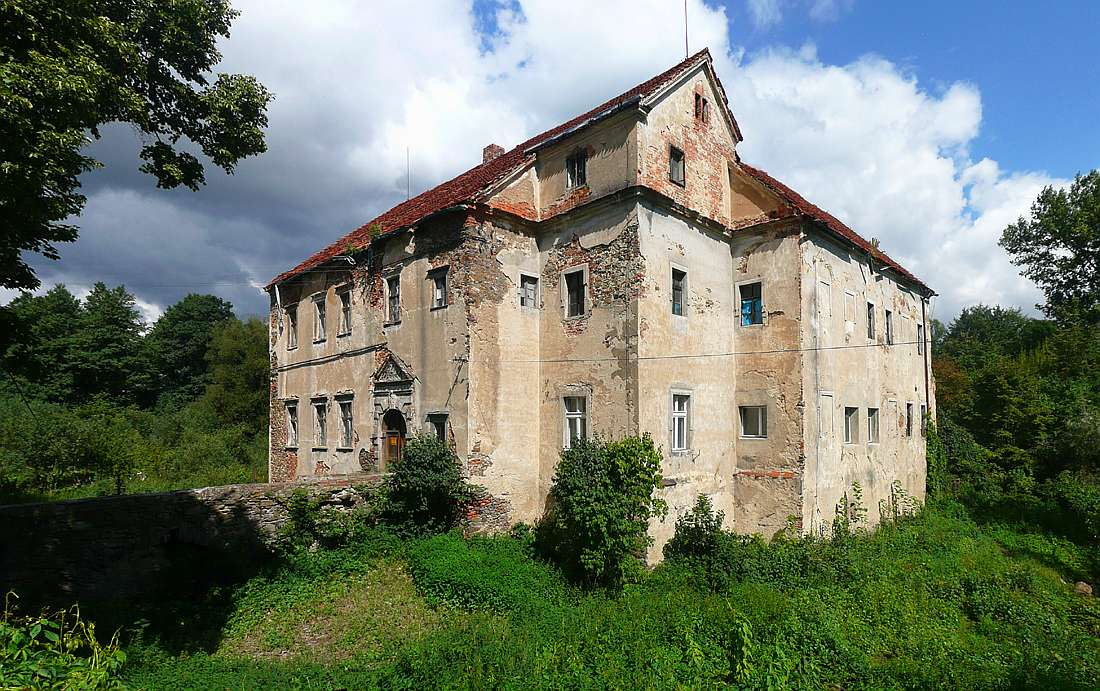
Trang viên ở Stoszów (2010)

Trang viên ở Stoszów (tiếng Ba Lan: Dwór w Stoszowie) là một trang viên lâu đời được xây dựng vào nửa sau của thế kỷ 16 tại Ba Lan. Trang viên tọa lạc ở thôn Stoszów, làng Jaźwina, tỉnh Dolnośląskie, Ba Lan. Trang viên có tên trong sổ đăng ký di tích. Hiện nay, trang viên này không còn được sử dụng và các cơ sở vật chất đang dần xuống cấp.

## Sơ lược lịch sử hình thành
Trang viên ban đầu được Hans von Strachwitz (mất năm 1597) xây dựng theo phong cách thời Phục hưng vào nửa sau thế kỷ thứ 16. Công trình kiến trúc này sau đó được con trai ông là Elias von Strachwitz mở rộng thêm. Trang viên tiếp tục được xây dựng lại và cải tạo trong giai đoạn thế kỷ 18-19. Năm 2010, người thuê trang viên cuối cùng đã chuyển ra khỏi đây vì trần nhà ở tầng một bị sập.

## Kiến trúc
Đây là một dinh thự gồm có 3 gian được xây theo hình chữ C. Mặt tiền trang viên có năm cột trụ chính. Phần sảnh và hầu hết các cửa sổ trong trang viên vẫn giữ nguyên khung bằng đá nguyên thủy. Ở phía Đông trang viên có một công viên nhỏ bị bỏ hoang và cỏ mọc um tùm. Trang viên được bao quanh bởi một con hào và một cái ao nhỏ. Ở phía Nam có nhiều trang trại.